# 豊田市立青木小学校
豊田市立青木小学校（とよたしりつ あおきしょうがっこう）は愛知県豊田市にある公立小学校。

## 概要
豊田市立猿投台中学校との交流が盛んで、「地域と共に助け合う」を目指し、地域のボランティアを始め地域との交流を積極的にしている。
この小学校のシンボルは「一本松」という大きなクロマツである。

## 沿革
- 1874年（明治7年） - 創立[1]。

## 通学区域
- 青木町、荒井町、勘八町中根、勘八町西平地、越戸町、花本町、平戸橋町[2]

## 進学先中学校
- 豊田市立猿投台中学校

## 校区の主な施設
- 豊田第一ショッピングセンター
- 豊田市民芸館

## 出身者
- 浦野本一 - 猿投村長
- 浦野幸男 - 衆議院議員
- 本村伸子 - 衆議院議員